# Dobel
Dobel è un comune tedesco di 2 250 abitanti, situato nel land del Baden-Württemberg.